# De Parral
De Parral är en ort i Mexiko.   Den ligger i kommunen Cortazar och delstaten Guanajuato, i den centrala delen av landet, 230 km nordväst om huvudstaden Mexico City. De Parral ligger 1 732 meter över havet och antalet invånare är 1 114.
Terrängen runt De Parral är platt åt nordväst, men åt sydost är den kuperad. Runt De Parral är det ganska tätbefolkat, med 222 invånare per kvadratkilometer. Närmaste större samhälle är Cortazar, 5,6 km nordost om De Parral. Trakten runt De Parral består till största delen av jordbruksmark.